# Whiting, Indiana
Whiting är en ort i Lake County i Indiana. Vid 2010 års folkräkning hade Whiting 4 997 invånare.

## Kända personer från Whiting
- Ferid Murad, farmakolog